# Día Mundial de la Pasta
El Día Mundial de la Pasta se celebra el 25 de octubre, día en que tuvo lugar el primer Congreso Mundial de Pasta en 1995 en Roma (Italia). Precisamente Italia fue elegida sede de este evento por ser el país mayor productor de pasta en el mundo (3,5 millones de toneladas).
Desde 1998, la Organización Internacional de la Pasta (IPO por su siglas en inglés International Pasta Organisation) lleva a cabo eventos en varias ciudades del mundo, habiendo sido ciudades anfitrionas Génova, Roma, Nápoles, Nueva York, Barcelona, Ciudad de México, Estambul, Moscú y Dubái.